# جان لی ماهین
جان لی ماهین (انگلیسی: John Lee Mahin؛ ۲۳ اوت ۱۹۰۲ – ۱۸ آوریل ۱۹۸۴) یک فیلم‌نامه‌نویس اهل ایالات متحده آمریکا بود.

## فیلم‌شناسی
- لحظه به لحظه (۱۹۶۵)
- The Spiral Road (۱۹۶۲)
- شمال به آلاسکا (1960) (فیلم‌نامه)
- The Barbarians (۱۹۶۰)
- سواره‌نظام (فیلم ۱۹۵۹) (۱۹۵۹)
- No Time for Sergeants (۱۹۵۸)
- آسمان می‌داند، آقای الیسون (۱۹۵۷)
- بدذات (۱۹۵۶) (فیلم‌نامه)
- Lucy Gallant (۱۹۵۵)
- Elephant Walk (۱۹۵۴)
- موگامبو (۱۹۵۳)
- پسرم جان (۱۹۵۲) (اقتباس)
- قایق نمایشی (۱۹۵۱)
- کجا می‌روی (۱۹۵۱)
- Love That Brute (۱۹۵۰)
- Down to the Sea in Ships (۱۹۴۹)
- یک سالگی (1946) (uncredited)
- ماجرا (1945) (uncredited)
- The Adventures of Tartu (۱۹۴۳)
- تورتیلا فلت (۱۹۴۲) (فیلم‌نامه)
- زن سال (۱۹۴۲) (uncredited)
- Johnny Eager (۱۹۴۲) (فیلم‌نامه)
- Dr. Jekyll and Mr. Hyde (۱۹۴۱)
- Boom Town (۱۹۴۰)
- جادوگر شهر از (۱۹۳۹) (uncredited)
- Too Hot to Handle (۱۹۳۸) (فیلم‌نامه)
- پرواز آزمایشی (۱۹۳۸) (uncredited)
- The Last Gangster (۱۹۳۷)
- ناخداهای دلیر (۱۹۳۷)
- ستاره‌ای متولد شده است (۱۹۳۷)
- Love on the Run (۱۹۳۶)
- The Devil is a Sissy (۱۹۳۶)
- Small Town Girl (۱۹۳۶)
- Wife vs. Secretary (۱۹۳۶) (فیلم‌نامه)
- اراذل و اوباش (۱۹۳۶) (مشارکت در دیالوگ‌نویسی) (نامش در عنوان‌بندی نیامده)
- دریاهای چین (1935) (contributor to screenplay construction) (uncredited)
- ماریتای بدذات (۱۹۳۵)
- Chained (۱۹۳۴)
- Treasure Island (۱۹۳۴) (فیلم‌نامه)
- Laughing Boy (۱۹۳۴)
- اسکیمو (۱۹۳۳)
- Bombshell (۱۹۳۳) (فیلم‌نامه)
- The Prizefighter and the Lady (۱۹۳۳)
- Hell Below (۱۹۳۳) (دیالوگ)
- غبار سرخ (۱۹۳۲) (فیلم‌نامه) (as John Mahin)
- کوسه ببری (۱۹۳۲) (contributing writer) (uncredited)
- صورت زخمی (۱۹۳۲) (continuity) (dialogue)
- The Wet Parade (۱۹۳۲) (اقتباس) (as John L. Mahin)
- The Beast of the City (1932) (dialogue continuity) (as John L. Mahin)
- The Unholy Garden (1931) (uncredited)

## زندگی شخصی
ازدواج دوم او با بازیگر سینمای صامت پتسی روث میلر از سال ۱۹۳۷ تا طلاق آنها در سال ۱۹۴۶ بود. آنها صاحب یک فرزند به نام تیموتی میلر مهین شدند.